# Principiu activ
Un principiu activ, ingredient activ sau substanță activă este un compus medicamentos care prezintă activitate biologică intrinsecă (efect farmacodinamic). Un medicament poate obține una sau mai multe principii active. 
În contrast, substanțele sau componentele inerte (fără activitate biologică) dintr-un medicament se numesc excipienți.